# Servis (nádobí)

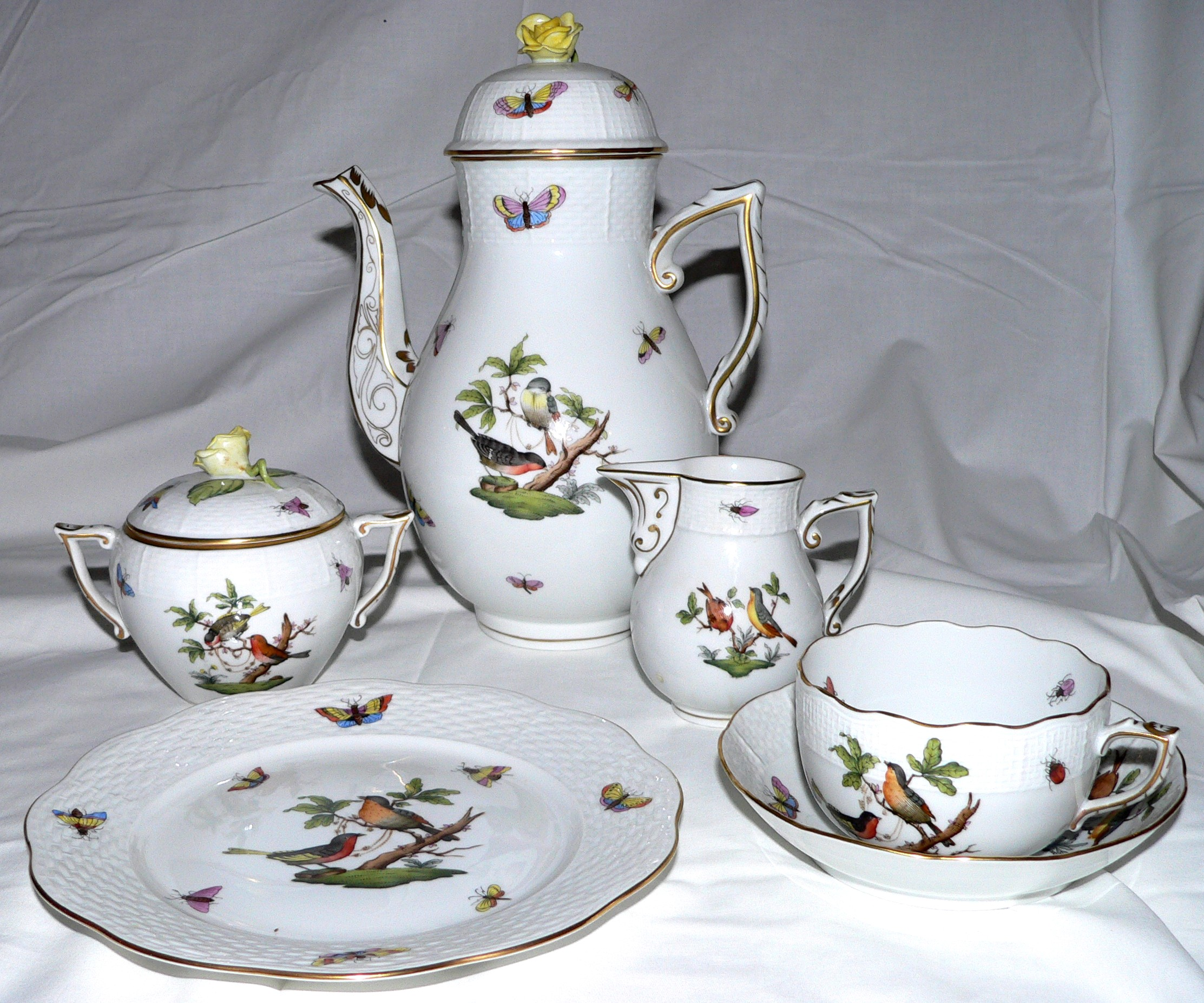
Čajová souprava z čínského porcelánu pro jednu osobu („solitaire“)

Servis, také jídelní servis, jídelní souprava resp. nápojový servis, nápojová souprava je ucelený soubor nádobí k podávání jídel nebo nápojů.
Jde o soubor nádobí k podávání a konzumaci jídel nebo nápojů, vyrobených ze stejného materiálu, jednotného tvaru a dekoru. Jednotlivé soubory jsou určeny k podávání různých součástí menu (jídelní, nápojové) či k podávání různých typů jídel (jídelní – snídaňové, obědové; nápojové – pivní, vinné, likérové, kávové, čajové ap.).

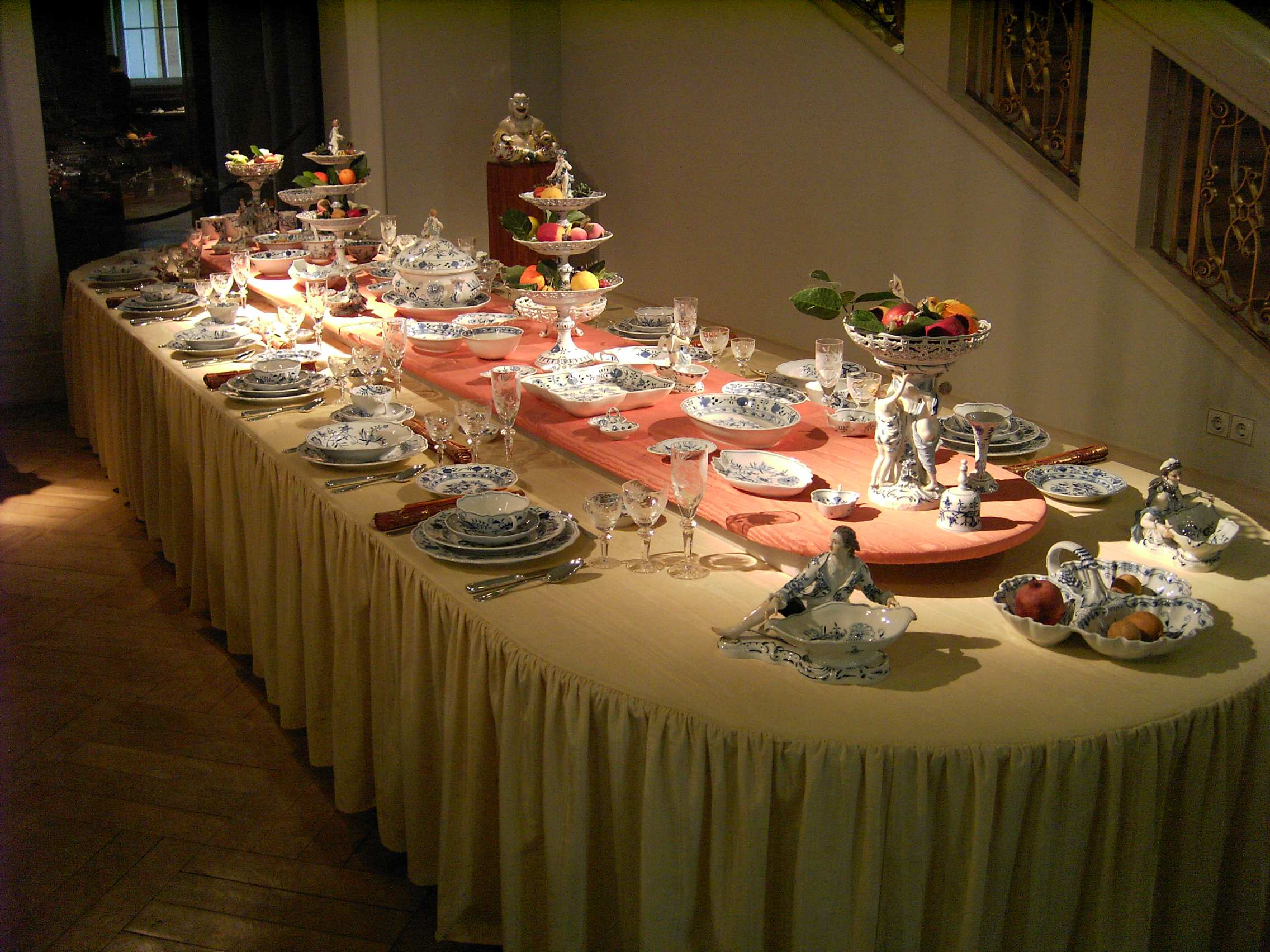
Slavnostní tabule s míšeňským porcelánem.

Nejčastějšími materiály používanými pro výrobu jídelních servisů a kávových a čajových souprav je v současnosti porcelán a keramika, k výrobě nápojových souprav pak sklo. Luxusní historické jídelní soupravy byly vyráběny i z drahých kovů (zlato, stříbro), používal se cín, naopak nemajetné domácnosti používaly souprav dřevěných.
Vrcholu dosáhla výroba a rozmanitost jídelních servisů v 18. století, poté, co bylo pro Evropu objeveno tajemství výroby porcelánu.

## Dělení servisů
- snídaňové (ploché talířky, šálky, pohárky na vejce, konvice na čaj nebo kávu, konvičky na mléko, solnička, cukřenka
- obědové (jídelní) (hluboké – polévkové talíře, ploché talíře, dezertní talířky, polévková mísa, omáčník, servírovací mísy – plochá kulatá mísa, oválná mísa, čtyřhranná hlubší mísa, salátová mísa, kompotové misky, slánka, talířek na kosti aj.)
- čajový servis (větší šálky s talířky – podšálky, konvice na čaj, konvička na mléko, cukřenka)
- kávový servis (menší šálky s talířky – podšálky, konvice na kávu, konvička na mléko, cukřenka)
- moka servis (jako na kávu, avšak šálky jsou menší)

Servisy se různí rovněž četností stejných prvků (talíře, šálky) v závislosti na počtu osob, pro který jsou určeny. Základní komplet sestává ze šesti, méně často z dvanácti či dvaceti čtyři souprav; čajové nebo kávové servisy se někdy vyrábějí jako tzv. přátelské soupravy (také tête-à-tête), tj. pro dvě osoby, či solitaire pro jednu osobu.
Nepostradatelným doplňkem jídelního servisu jsou jídelní a překládací, eventuálně i dranžírovací příbor.